# В'єнна (Меріленд)
В'єнна (англ. Vienna) — місто (англ. town) в США, в окрузі Дорчестер штату Меріленд. Населення — 270 осіб (2020).

## Географія
В'єнна розташована за координатами 38°29′6″ пн. ш. 75°49′36″ зх. д. / 38.48500° пн. ш. 75.82667° зх. д. (38.484924, -75.826803).  За даними Бюро перепису населення США в 2010 році місто мало площу 0,48 км², уся площа — суходіл. В 2017 році площа становила 1,97 км², уся площа — суходіл.

## Демографія
Згідно з переписом 2010 року, у місті мешкала 271 особа в 115 домогосподарствах у складі 71 родини. Густота населення становила 563 особи/км².  Було 143 помешкання (297/км²).
Расовий склад населення:
| - 90,8 % — білих - 7,0 % — чорних або афроамериканців |

До двох чи більше рас належало 1,5 %. Частка іспаномовних становила 0,7 % від усіх жителів.
За віковим діапазоном населення розподілялося таким чином: 19,9 % — особи молодші 18 років, 56,5 % — особи у віці 18—64 років, 23,6 % — особи у віці 65 років та старші. Медіана віку мешканця становила 46,9 року. На 100 осіб жіночої статі у місті припадало 88,2 чоловіків;  на 100 жінок у віці від 18 років та старших — 87,1 чоловіків також старших 18 років.
Середній дохід на одне домашнє господарство  становив 55 279 доларів США (медіана — 48 750), а середній дохід на одну сім'ю — 58 721 долар (медіана — 56 250). За межею бідності перебувало 15,5 % осіб, у тому числі 36,4 % дітей у віці до 18 років та 4,2 % осіб у віці 65 років та старших.
Цивільне працевлаштоване населення становило 151 осіб. Основні галузі зайнятості: роздрібна торгівля — 17,2 %, мистецтво, розваги та відпочинок — 13,9 %, освіта, охорона здоров'я та соціальна допомога — 12,6 %, виробництво — 11,3 %.